# Граничний виторг
Грани́чний ви́торг — зміна загального виторгу фірми, пов'язана зі зміною кількості проданої продукції; приріст загального виторгу, отриманий продавцем у результаті зниження ціни та збільшення кількості продажу цієї продукції на одну одиницю.
Дорівнює зміні загального виторгу, який поділено на зміну кількості проданого продукту. Обчислюється за формулою:
{\displaystyle MR={\frac {\delta TR}{\delta Q}}},
де δTR — це зміна загального виторгу, а δQ — зміна кількості проданої продукції.